# هويا
لي هو دونغ ،(بهانغل 이호원) يعرف باسمه الفني هويا (호야) من مواليد 28 مارس 1991 ,
مغني كوري، يسمى بالشاب الموهوب لانه يجيد الغناء والراب، والتمثيل، والرقص، وهو الراقص الأفضل بين الأعضاء إنفينت المنتمين لشركة ووليم إنترتينمنت
الذين ترسمو كفرقه من 7 أعضاء عام 2010.

## الأغاني التي شارك في صناعتها
- pretty

## المسلسلات والأفلام التي شارك بها
- Reply
- Mask

## روابط خارجية
- هويا على موقع IMDb (الإنجليزية)
- هويا على موقع ميوزك برينز (الإنجليزية)
- هويا على موقع ديسكوغز (الإنجليزية)
- هويا على موقع قاعدة بيانات الفيلم (الإنجليزية)
- هويا على موقع كينوبويسك (الروسية)